# Уфтюга (посёлок)
Уфтюга — посёлок в Устьянском районе Архангельской области.

## География
Находится в южной части Архангельской области на расстоянии приблизительно 63 км на восток по прямой от административного центра района поселка Октябрьский у одноименного остановочного пункта Северной железной дороги.

## История
Поселок появился при разъезде, открытом в 1942 году, ныне имеет статус остановочного пункта. До 2022 года входил в Лойгинское сельское поселение до его упразднения.

## Население
Численность населения: 14 человек (русские 86 %) в 2002 году, 3 в 2010.